# 安川電機
安川電機（かぶしきがいしゃ やすかわでんき，Kabushiki-gaisha Yasukawa Denki）是全球市佔率最高的工業用機器人公司，負責製造運動控制器、伺服驅動器、變頻器、工業機器人，創立於1915年，總公司在福岡縣的北九州市。
安川電機在1969年申請Mechatronics機械電子的商標，於1972年批准。

## 歷史
1915  成立安川電機合資公司
1917  成立安川電機株式会社

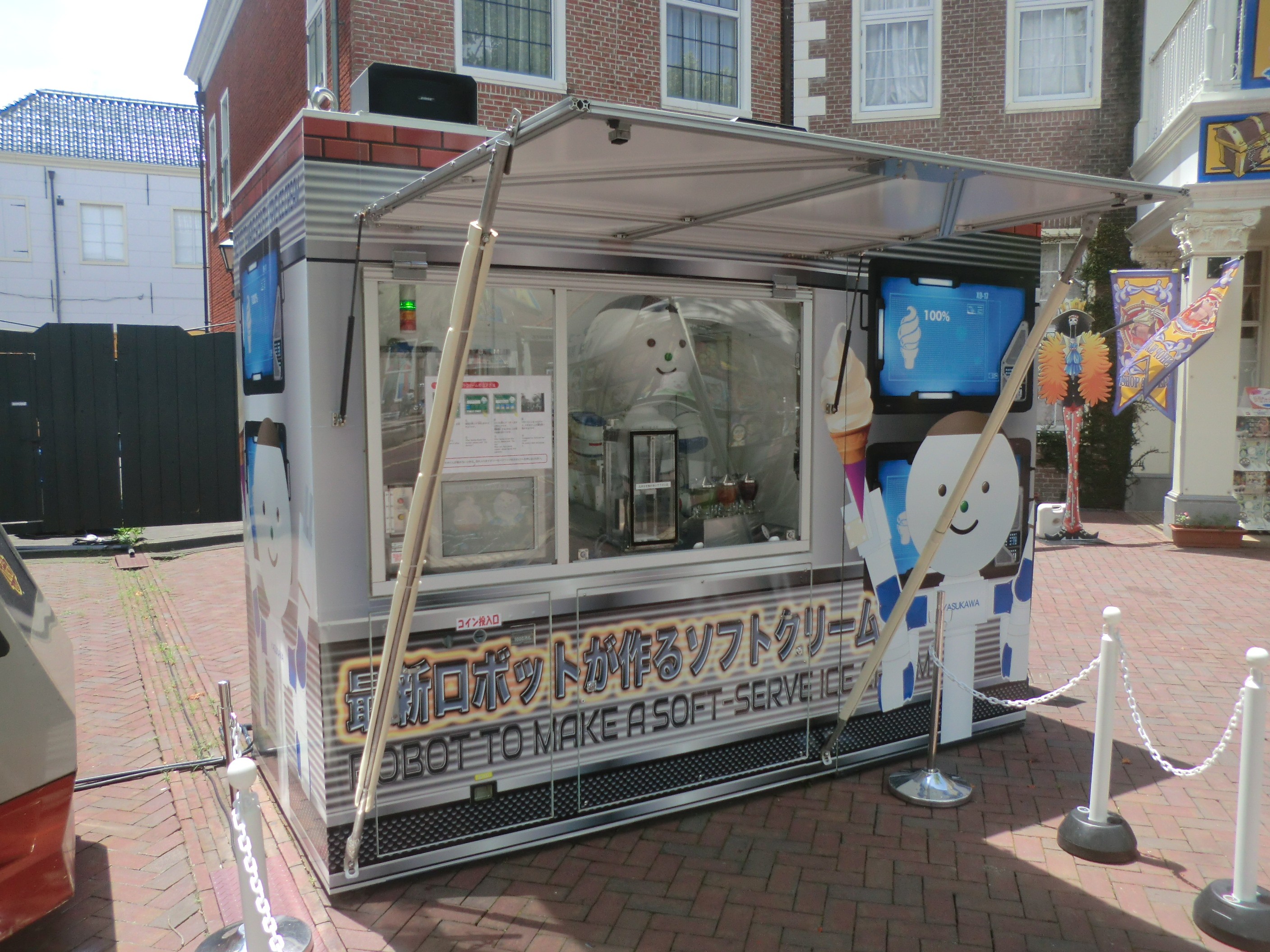
機器人冰品攤

1949  股票在東京證券交易所 、大阪證券交易所、福岡證券交易所上市
1954  與瑞士勃朗-包維利股份公司 (Brown, Boveri & Cie, 是ABB的两个前身公司之一)進行直流機器的技術合作
1957  行橋工廠成立
1958  股票在名古屋證券交易所上市
1961  小倉工廠成立
1964  東京工廠成立
1967  成立安川電機美國子公司 
1969  申請登記機電一體化商標
1974  成立安川電機巴西子公司
1979  制定公司規章
1980  成立安川電機歐洲 (德國) 子公司
1988  東京機電整合中心成立
1990  MOTOMAN(機器人)中心成立
1991  筑波研究所成立
1993  聚四氟乙烯/三氯乙烷完全廢除
1998  成立節能支援中心
1999  承接TOKIKO塗裝機器人的業務 ；與德國西门子公司在工業用驅動系統合資開始 
2000  收購Hand-air公司(美國)半導體系統事業部門
2001  成立台灣安川開發科技(股)公司(後改名為 台灣安川電機股份有限公司)
2002  開設問題解決中心(Solution center)
2006  MOTOMAN Station工廠開設
2014  與Argo technology medical 建立策略夥伴關係，取得Rewalk友信立可走獨家亞太區代理權，並由友信醫療集團負責台灣區經銷
2016 與美的集團合資子公司進軍中國大陸市場

## 業務領域與產品
- 運動控制

安川電機自1969年首次提出「Mechatronics（機電一體化）」一詞，之後便一直致力於電氣產品和機械的結合，致力於為客戶機械的高速化、高功能化做貢獻，產品線涵蓋伺服系統、運動控制器以及A傳動器，被廣泛地運用在電子零件安裝、機床、工業機械，以及醫療產業。
- 機器人自動化

1977年，安川電機運用自己的運動控制技術開發生產出了日本第一台全電氣化的工業用機器人-莫托曼1號，此後相繼開發了焊接、裝配、噴漆、搬運等各種功能，之後也踏入醫療領域，開發LR2、代理Rewalk等醫療用機器人
- 系統工程

以面向冶金、電力、水泥、市政、石化、礦山等行業提供超節能高壓變頻器和全球首創的能量回饋型矩陣變頻器。同時從事日本安川電機系統工程部門的CP系列控制器、高低壓交直流傳動裝置、高低壓交直流電機、相關配套器件等各類工程型產品的銷售和服務視窗工作。

## 參看
- 工業機器人
- 发那科
- 库卡机器人有限公司

## 外部連結
- Yaskawa Electric Corporation （页面存档备份，存于）
- Yaskawa America, Inc. - Drives & Motion Division